# Собу
Собу (азерб. Sobu) — село в административно-территориальном округе города Зангелан Зангеланского района Азербайджана.

## География
Село находится в горной местности.

## История
В 1827 году село было основано семьями, переселившимися из Южного Азербайджана.
В ходе Первой карабахской войны, в 1993 году село было занято армянскими вооружёнными силами, и до ноября 2020 года находилось под контролем непризнанной НКР. 9 ноября 2020 года, в ходе Второй карабахской войны, президент Азербайджана объявил об освобождении села Собу вооружёнными силами Азербайджана.